# September 1999
Dit artikel geeft een chronologisch overzicht van alle belangrijke gebeurtenissen per dag in de maand september van het jaar 1999.

## Gebeurtenissen

### 4 september
- In een spectaculaire oefenwedstrijd in De Kuip speelt het Nederlands voetbalelftal met 5-5 gelijk tegen België. Patrick Kluivert scoort drie keer voor Oranje. België telt twee debutanten: Frédéric Herpoel (KAA Gent) en Jacky Peeters (Arminia Bielefeld).

### 7 september
- Bij een aardbeving van 5,9 op de schaal van Richter in Athene komen 143 mensen om het leven.

### 9 september
- De Sega Dreamcast komt uit in de Verenigde Staten.

### 12 september
- De Poolse wielrenner Tomasz Brożyna wint de 56ste editie van de Ronde van Polen.
- In Montreal behaalt de Kazachse triatleet Dmitriy Gaag de wereldtitel olympische afstand. Bij de vrouwen gaat de zege naar de Australische Loretta Harrop.

### 14 september
- Kiribati, Tonga en Nauru worden lid van de Verenigde Naties.

### 15 september
- Op de nieuwste FIFA-wereldranglijst bezet Brazilië de eerste plaats, gevolgd door Tsjechië en Frankrijk.

### 16 september
- Het televisieprogramma Big Brother gaat van start in Nederland.

### 21 september
- Bij een aardbeving van 7,3 op de schaal van Richter in het centrale deel van Nántóu in Taiwan komen ongeveer 2400 mensen om het leven.

<< · januari · februari · maart · april · mei · juni · juli · augustus · september · oktober · november · december · >>